# Jan Paszyn

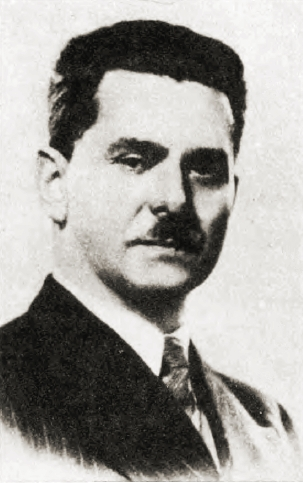
Jan Paszyn

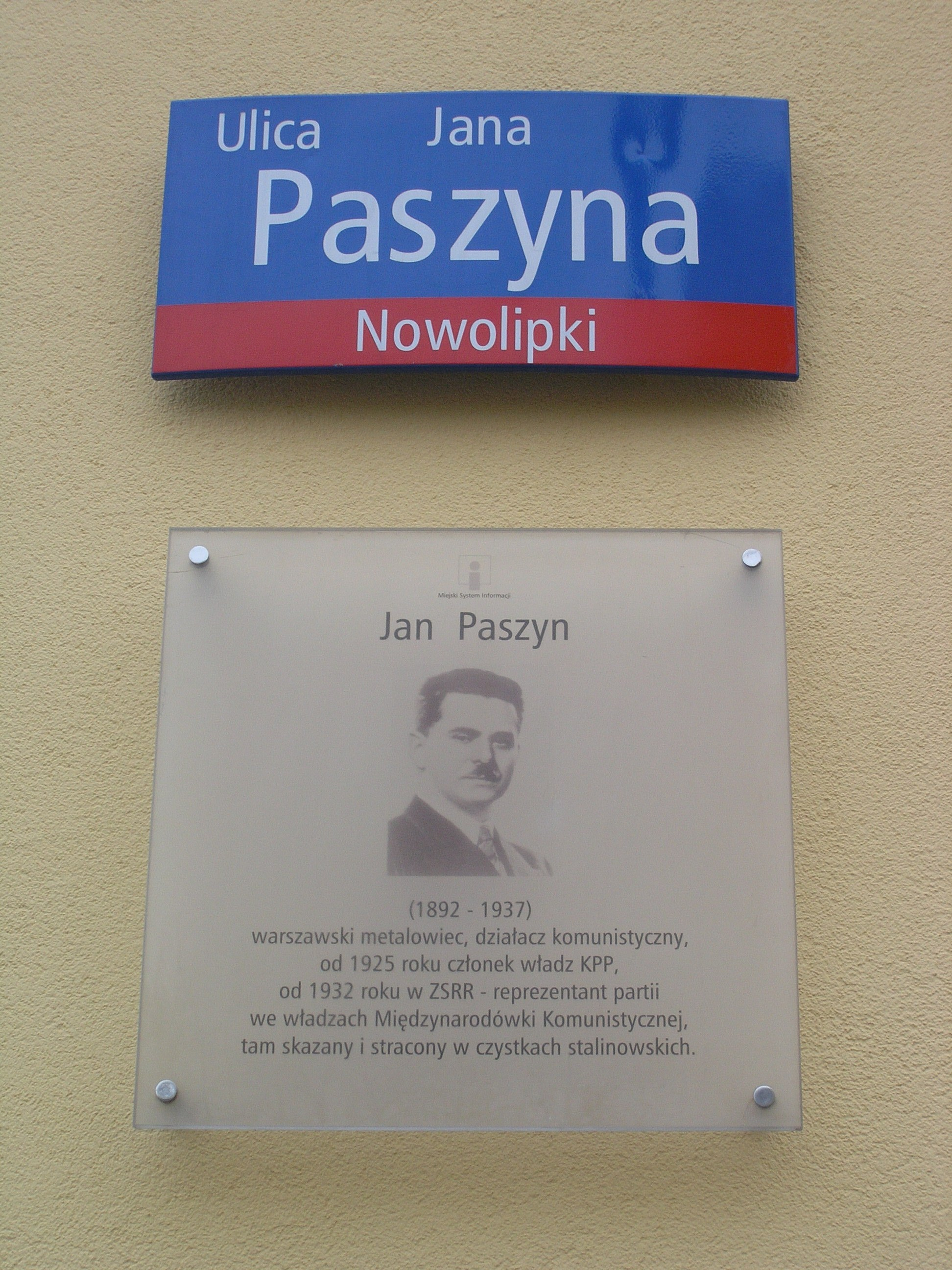
Tablica z nazwą ulicy Jana Paszyna (od 2014 ulica Gliniana)

Jan Paszyn, ps. Białkowski, Bielewski, Buchwald, Czarnecki, Czarniewski, Czarny, Fabian, Ignac, Paweł, Pięta, przybrane nazwiska Jan Bielewski, Stanisław Gajewski, Józef Harst (ur. 8 maja 1892 w Stawiskach, zm. 11 grudnia 1937 w Kommunarce pod Moskwą) – działacz ruchu robotniczego, członek Komitetu Centralnego Komunistycznej Partii Polski, długoletni członek Biura Politycznego KC KPP (1925-37, z przerwą w okresie uwięzienia 1929-32), ślusarz.

## Życiorys
W latach 1913–1918 był członkiem SDKPiL, a od 1918 KPRP. Działał w ruchu związkowym i spółdzielczym w środowisku warszawskich robotników. W 1918 został członkiem KPRP. W 1920 został członkiem Komitetu Wojewódzkiego Komunistycznej Partii Polski, w 1925 awansował na zastępcę członka Komitetu Centralnego. Po aresztowaniu Franciszka Grzelszczaka w maju 1925 objął funkcję członka KC. Cztery lata później został przez ówczesne władze osądzony i uwięziony. W 1932 w ramach wymiany więźniów politycznych Jan Paszyn został przekazany władzom ZSRR. Na VII kongresie Międzynarodówki Komunistycznej, który miał miejsce na przełomie lipca i sierpnia 1935 w Moskwie Jan Paszyn był jednym z reprezentantów KPP. 
Podczas "wielkiej czystki" 11 września 1937 aresztowany przez NKWD. 11 grudnia 1937 skazany na śmierć przez Kolegium Wojskowe Sądu Najwyższego ZSRR z zarzutu o udział w organizacji szpiegowsko-dywersyjno-terrorystycznej. Rozstrzelany tego samego dnia w miejscu egzekucji Kommunarka pod Moskwą, pochowany anonimowo.
Zrehabilitowany 7 maja 1955, postanowieniem Kolegium Wojskowego SN ZSRR.
Symboliczny grób Jana Paszyna znajduje się na warszawskim Komunalnym Cmentarzu Północnym, gdzie w kwaterze E-V-1 pochowano wdowę po nim Apolonię Paszyn z domu Kosmalską (ur. 2 lutego 1895, zm. 8 sierpnia 1979).

## Upamiętnienie
- W latach 1964–2014 na warszawskiej Woli istniała ulica Jana Paszyna[2]. Nazwa została zmieniona w 2014 na ul. Glinianą[3].